# Cổ bình rodger
Cổ bình rodger hay tràng quả rodger (danh pháp hai phần: Tadehagi rodgeri) là loài thực vật có hoa trong họ Đậu. Loài này được (Schindl.) H.Ohashi miêu tả khoa học đầu tiên.